# Reversing

Symbol für Mode Reversing in der Führerraumanzeige (DMI)

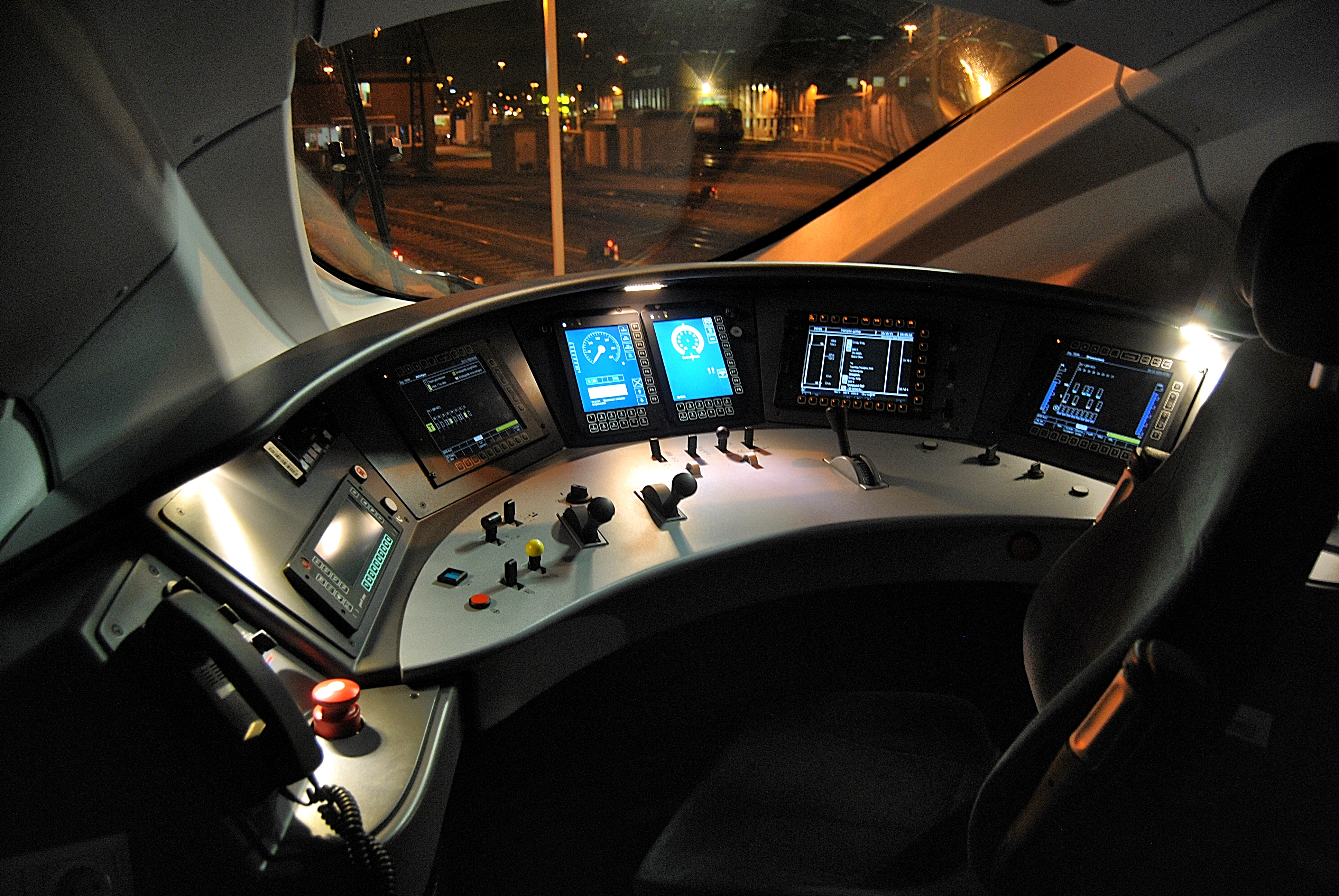
Führerpult im Führererraum eines neuen ICE 3. In der Mitte sind die DMIs angeordnet. Im Pult ist u. a. ein Fahrtrichtungsschalter integriert, mit dem von Vorwärts- auf Rückwärtsfahrt gewechselt werden kann.

Als Reversing (Abk. RV) wird im europäischen Zugbeeinflussungssystem ETCS eine Betriebsart bezeichnet, in der Züge in Not- und Störfällen ohne Wechsel des Führerraums rückwärts fahren dürfen.
Die ETCS-Spezifikation beschreibt die Betriebsart als Betriebszustand des Fahrzeuggeräts, in dem der Triebfahrzeugführer die Fahrtrichtung des Zuges ohne Führerraumwechsel verändern darf. (“ERTMS/ETCS on-board equipment mode that allows the driver to change the direction of movement of the train whilst controlling the train from the same cab.”). Mit ihr sollen, laut Spezifikation, Züge so schnell wie möglich einer gefährlichen Situation entkommen und schnell einen „sicheren“ Ort erreichen. Damit wird die Evakuierung von Zügen aus eigener Kraft ermöglicht.
Reversing wurde erstmals im 2007 eröffneten Lötschberg-Basistunnel eingerichtet und kommt auch im 2016 eröffneten Gotthard-Basistunnel zum Einsatz. Seit 2022 wird Reversing auch bei Störfällen im kommerziellen Betrieb eingesetzt.

## Eigenschaften
Reversing ist einer von 17 Modes der aktuellen ETCS-Spezifikation. Er zählt zu den sieben Betriebsarten mit begrenzter Überwachung (partial supervision modes), in denen keine ausreichenden Infrastrukturdaten für eine Vollüberwachung zur Verfügung stehen.
Er darf nur in bestimmten, von der Strecke zugelassenen Bereichen ausgewählt werden. Diese Ankündigung soll vor dem entsprechenden Bereich von der Strecke bekanntgemacht werden. Die Strecke teilt dem Zug dabei Beginn und Ende des Reversingbereichs, die Distanz, wie weit (bezogen auf das Ende des Bereichs) rückwärts gefahren darf sowie die dabei zulässige Geschwindigkeit mit.  Reversing kann in den Levels 1, 2 und 3 genutzt werden.
Diese Reversinginformation zählt zu den optional von der Strecke an den Zug bereitgestellten Streckeninformationen.
- Mit der Reversing area information (Paket 138) wird dabei der Abstand zum Bereich mit zulässigem Reversing (D_STARTREVERSE) und dessen Länge (L_REVERSEAREA) übermittelt.[10]
- Mit der Reversing supervision information (Paket 139) werden Reversingdistanz ab dem Bezugspunkt (D_REVERSE) und -geschwindigkeit (V_REVERSE) dem Fahrzeug mitgeteilt.[10]

Als Bezugspunkt dient dabei die maßgebende Balisengruppe (LRBG). In Level 1 werden Informationen zum Reversing-Bereich und dessen Überwachung über Balisengruppen übertragen (und an folgenden Gruppen wiederholt). In den Level 2 und 3 erfolgt die Übertragung per RBC, wenn eine entsprechende Balisengruppe zur LRBG wird.
Nach dem Wechsel in den Reversing-Modus kann die Strecke dem Zug neue Informationen zum zulässigen Weg, zum zu Grunde gelegten Bezugspunkt sowie zur zulässigen Geschwindigkeit übermitteln. Übermittelt die Strecke dem Zug neue Informationen zu einem Reversing-Bereich, ersetzt diese Information alle vorigen derartigen Informationen des Fahrzeuggeräts. Es besteht ferner die Möglichkeit, den Beginn des Reversingbereichs rückwärts (bezogen auf das Ende des Reversingbereichs) zu verlängern. Als Ortsbezug wird dabei jeweils die ungefähre Position der Zugspitze (estimated front end of the train) herangezogen.
Aufgrund eingeschränkter Streckendaten ist die Überwachung des Fahrzeuggeräts im Mode Reversing auf die Einhaltung der zulässigen Höchstgeschwindigkeit sowie des für die Rückwärtsfahrt freigegebenen Wegs begrenzt. Bei Überschreitungen wird eine Zwangsbremsung ausgelöst. Bei Überschreitung des Betriebsbremseinsatzkurve (SBI) erfolgt dabei eine Zwangs- an Stelle einer Betriebszwangsbremsung. Im Mode Reversing ausgelöste Zwangsbremsungen können dabei nur nach Bestätigung durch den Triebfahrzeugführer oder durch zwischenzeitliche Verlängerung der Reversing-Distanz aufgelöst werden. Wird anschließend weiter entgegen der Fahrtrichtung ohne verlängerte Reversingdistanz gefahren, wird wiederum eine Zwangsbremsung ausgelöst.
Im Gegensatz zu anderen Betriebsarten wird die zulässige Höchstgeschwindigkeit im Mode Reversing stets von der Strecke vorgegeben. Es gibt keinen Standard- bzw. Nationalen Wert. Level- und RBC-Wechsel sind im Reversing-Modus nicht möglich. Balisenlesefehler und von Balisen übermittelte Systemversionen, die größer als jene des Fahrzeugs sind, werden in Reversing ebenso ignoriert wie Störungen am Balisenlesegerät. Die Rückrollüberwachung (Reverse Movement Protection), die bei Vorwärtsfahrten bei unzulässigen Rückwärtsbewegungen eine Zwangsbremsung auslöst, wirkt in Reversing auf Vorwärtsbewegungen.
Das Fahrzeug übermittelt der Strecke weiter Position Reports, wie bei einer regulären Vorwärtsfahrt.

## Ablauf
Ein Wechsel nach Reversing kann aus den Betriebsarten Full Supervision (FS), Limited Supervision (LS) sowie On Sight (OS) erfolgen.
Hält der Triebfahrzeugführer bei einem gefährlichen Ereignis innerhalb eines Reversing-Bereichs an, wird er informiert, dass Reversing zulässig ist. Dabei wird auf dem Driver Machine Interface rechts unterhalb des Tachos ein Symbol eingeblendet.

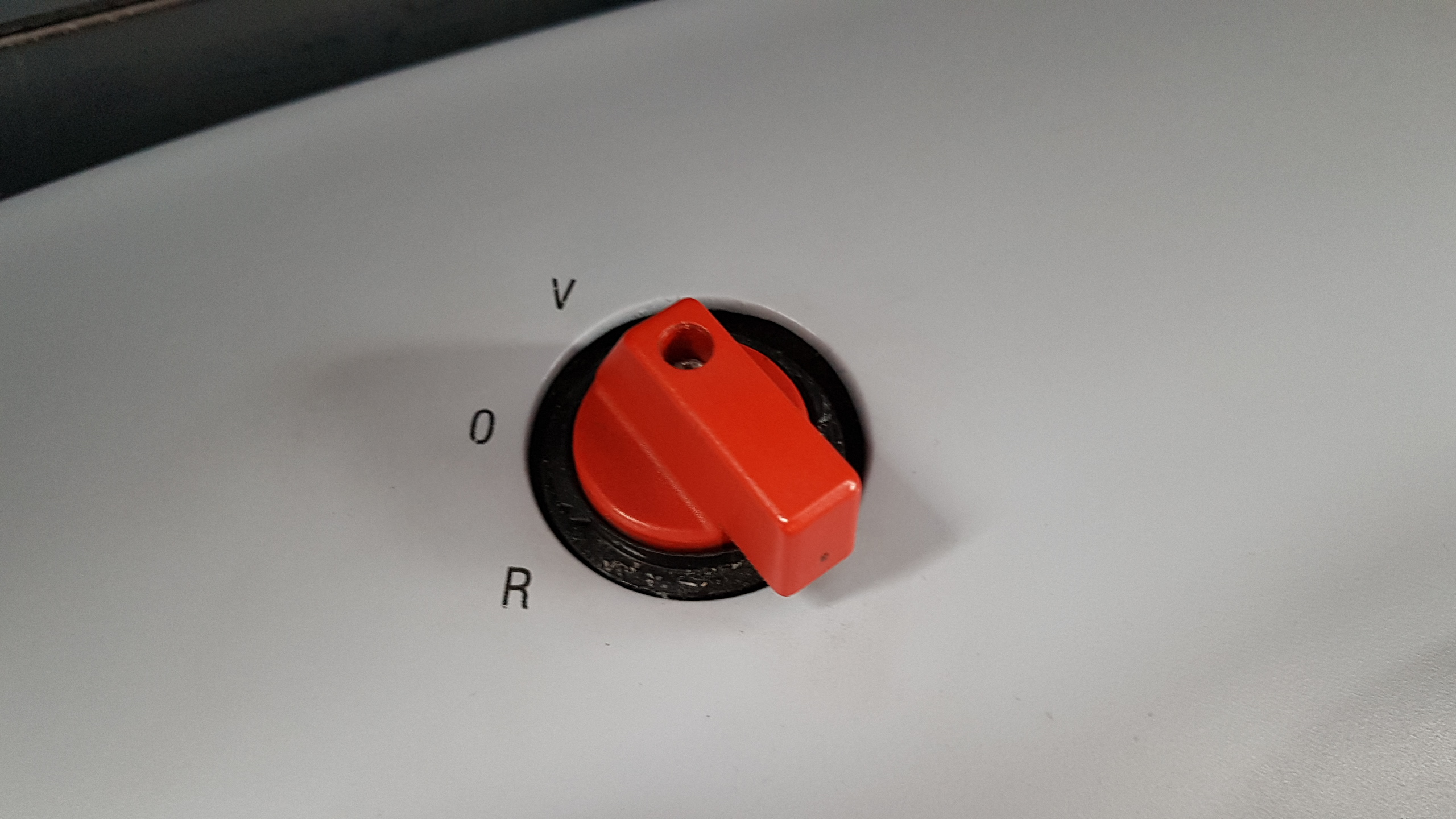
Richtungsschalter auf einem ICE 3 in Vorwärtsstellung

Erkennt das Fahrzeuggerät, dass er rückwärtsfahren will – beispielsweise anhand eines in die Rückwärtsstellung umgelegten Richtungsschalters – fordert es ihn zur Bestätigung mittels eines gelben, mit einem blinkenden gelben Rahmen umrandeten Symbol auf. Nach Bestätigung wird das Symbol grau und es erfolgt ein unmittelbarer Mode-Wechsel nach RV, in den Leveln 2 und 3 wird ferner das RBC über den Mode-Wechsel informiert. Im DMI werden Tachoscheibe und Planungsbereich ausgeblendet, stattdessen die Ist-Geschwindigkeit sowie der für die Rückwärtsfahrt zulässige Weg und Geschwindigkeit eingeblendet. Der Triebfahrzeugführer soll dabei losfahren, wenn der Modewechsel vollzogen ist.
Die Fahrstraße bleibt eingestellt, bis der Zug den Reversingbereich verlassen hat. Weg und Geschwindigkeit werden entsprechend der an den Zug übermittelten Reversinginformation überwacht. Der weitere Ablauf nach Halt des Zuges am Ende der Reversing-Distanz wird vom Infrastrukturbetreiber geregelt. Zum Abschluss der notwendigen Rückwärtsfahrt soll der Triebfahrzeugführer den Führerraum deaktivieren, um den Reversing-Modus zu verlassen.
Bei Rückwärtsfahrten wird nach ETCS-Spezifikation das Vertrauensintervall der Ortung nicht zurückgesetzt (Stand: 2011). Bei der Einstellung der Rückwärtszugfahrstraße ist daher neben der maximalen Zuglänge auch die maximale Odometrieabweichung in dem per Fahrterlaubnis übermittelten Weg entsprechend reduzierend zu berücksichtigen. Damit wird gewährleistet, dass ein rückwärtsfahrender Zug sich stets in einem freigestellten Fahrweg bewegen kann.

## Nutzung
Reversing kam weltweit erstmals im 2007 eröffneten Lötschberg-Basistunnel zum Einsatz. Dabei wird nur jeder zweite Blockabschnitt genutzt.
Im Lötschberg- und Gotthard-Basistunnel werden Züge fahrstraßengesichert mittels Reversing im Zusammenspiel mit hochautomatisierter Tunnelleittechnik rückwärts evakuiert, ohne dass der Triebfahrzeugführer den Führerraum verlässt und weiteres Zugpersonal einbezogen wird. Nach Auffassung des Tunnelbetreibers BLS von 2011 sei aufgezeigt worden, dass Reversing zuverlässig funktioniere, gleichwohl sei noch nicht restlos klar, wie zuverlässig auf eine Funktion abgestützt werden kann, die im Normalbetrieb nie zur Anwendung komme. Im sehr seltenen Ereignisfall werde eine sehr spezielle Bedienung durch den Triebfahrzeugführer verlangt, die je Fahrzeug und Bordgerät sehr unterschiedlich sei.

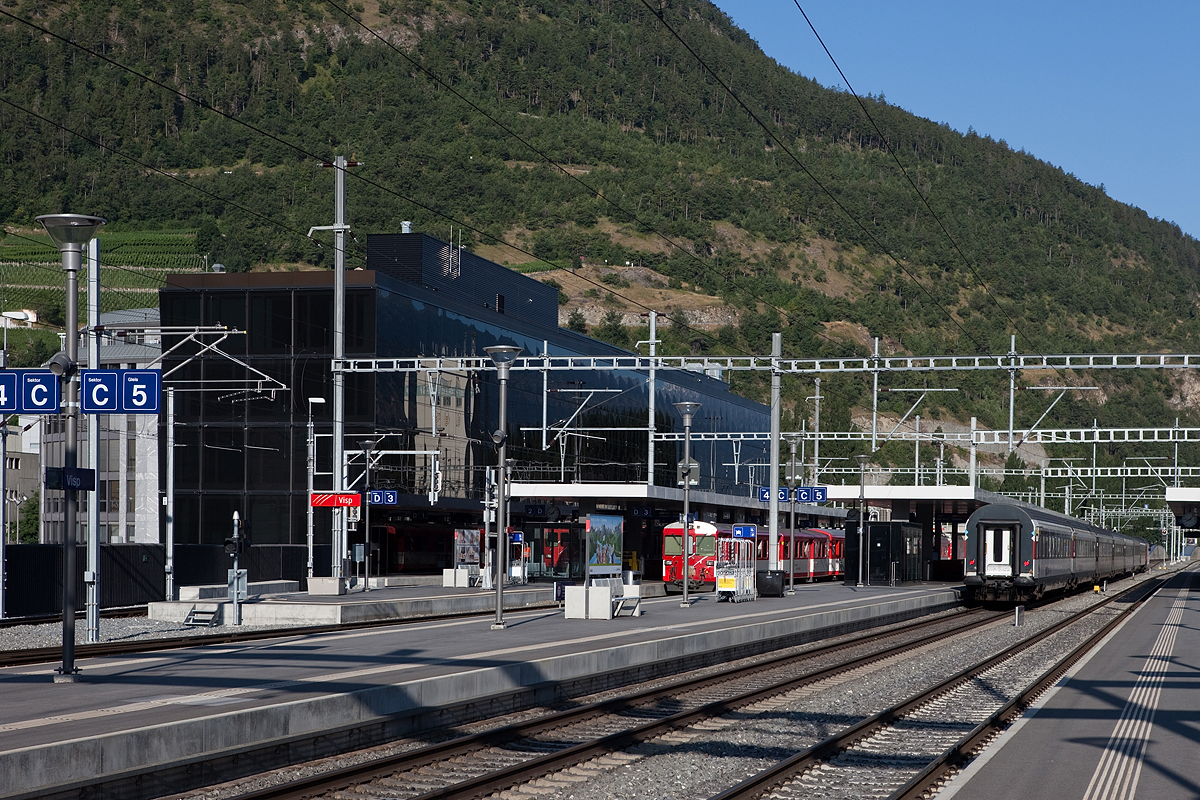
Der Bahnhof Visp liegt rund 5 km südlich des Südportals des Lötschberg-Basistunnels.

Im Ereignisfall berechnet ein als Automatikfunktion bezeichnetes Tunnelleitsystem ein Evakuierungskonzept für die Tunnelräumung und fordert entsprechende Fahrstraßen bei den Stellwerken an. Die Fahrwegsicherung erfolgt bei den dann einzustellenden Rückwärtsfahrstraßen wie bei den Vorwärtsfahrstraßen. Auf dieser Grundlage werden Fahrterlaubnisse generiert und entsprechend der Fahrstraßenzustände aktualisiert. Dabei sind im Tunnel maximal 80 km/h zulässig, ab etwa 1500 m vor dem Portal 40 km/h. Die Zielbremsung erfolgt in den Bahnhöfen Frutigen oder Visp. Das RBC wird über die Fahrstraßenzustände in den Stellwerken der beiden Bahnhöfe, die nicht zum Level-2-Bereich gehören, über entsprechende Schnittstellen informiert.

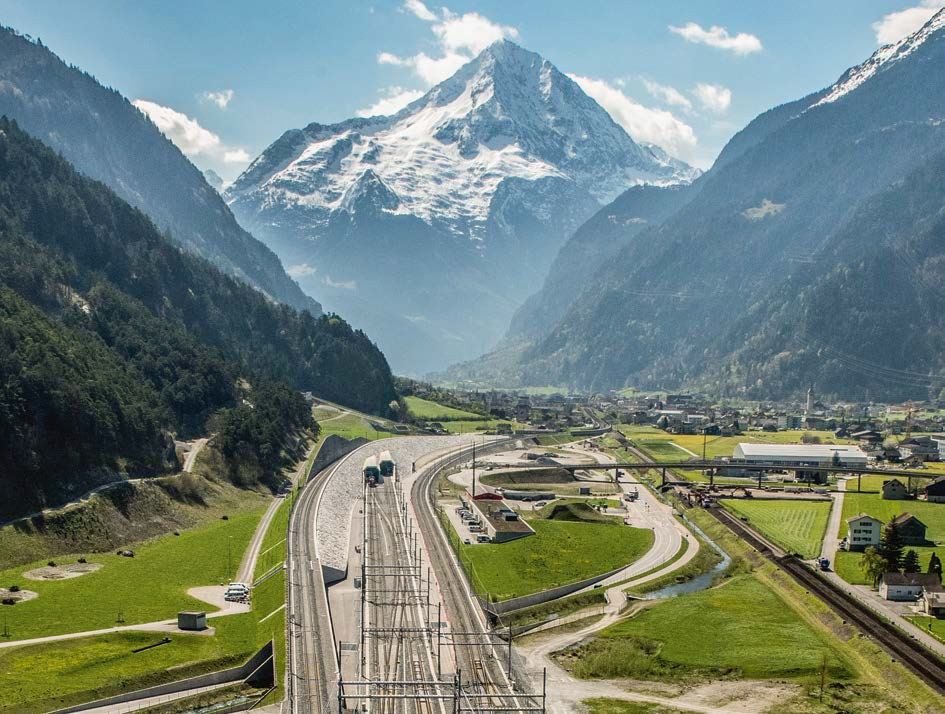
Nordportal des Gotthard-Basistunnels

Im Gotthard-Basistunnel sollen Triebfahrzeugführer von Personenzügen im Ereignisfall versuchen, in den (zur Befahrung des Tunnels vorgeschriebenen) Führerstand mit eingeschalteter ETCS-Ausrüstung am anderen Zugende zu wechseln. Sollten die Umstände dies nicht zulassen, ist auch für Reisezüge Reversing zulässig. Unter anderem für Reversing gilt im Gotthard-Basistunnel ein vergrößerter Sicherheitsabstand vor und nach Güterzügen, wodurch nur vier statt geplanter sechs Güterzüge je Richtung durch den Tunnel fahren können. In Rynächt sowie im südlichen Zulaufbereich sind Halteplätze vorgesehen, an denen rückwärtsfahrende Züge abgestellt werden können. Wenn ein rückwärtsfahrender Zug (wie durch Position Report bekannt) diesen Ort erreicht, sendet das RBC eine Rückwärtsfahrdistanz von null Metern, um eine weitere Rückwärtsfahrt zu verhindern und damit eingestellte Fahrstraßen wieder aufgelöst werden können. Züge, die den Tunnel befahren sollen, müssen Reversing beherrschen. Dies führte beispielsweise dazu, dass der ETR 470 den Tunnel nicht befahren darf (Stand: 2015).
Anhand der Betriebserfahrungen, aus Testfahrten und realen Störungen, wurden Fehler behoben und Verbesserungen umgesetzt. Seit 2022 wird Reversing nicht nur im Ereignisfall (bei Gefahr für Leib und Leben), sondern auch bei einfachen Störungen im Betrieb verwendet, um nicht wendefähige Züge (in der Regel Güterzüge) aus dem Tunnel zu fahren. Am 17. Oktober 2022 wurde Reversing erstmals im Störungsbetrieb eingesetzt, als in Folge einer Weichenstörung die Oströhre unpassierbar wurde und drei Züge rückwärts aus dem Tunnel gefahren wurden. Die zurückgesetzten Züge setzten anschließend ihre Fahrt über die noch befahrbare Weströhre fort. Die Funktionalität „Reversing im Störfall“ wird auch nunmehr auch im Ceneri-Basistunnel umgesetzt.
Im Gotthard- und Ceneri-Basistunnel müssen für Reversing ETCS-Signale Rücken an Rücken aufgestellt werden. Dadurch ist es nicht möglich, elektrische Trennstellen der Oberleitung durch Signaldeckung zu schützen. Dabei besteht die Gefahr, dass ein Stromabnehmer in einer elektrischen Trennung stehenbleibt über beide Fahrdrähte überbrückt, womit es zu Erhitzungen, Abrissen und letztlich Kurzschlüssen auf dem Fahrzeugdach kommen kann. Kurz vor Eröffnung des Gotthard-Basistunnels wurde diese Problematik akut, Sofortmaßnahmen wurden ergriffen.
In der Schweiz gilt Reversing als umstritten.
Im Leitfaden zur ETCS-Betriebsführung der Österreichischen Bundesbahnen (ÖBB) wird Reversing beschrieben. Die ÖBB setzen sich dafür ein, im Rahmen eines vereinfachten ETCS für Nebenbahnen unter anderem auf Reversing zu verzichten.
Im Netz der Deutschen Bahn ist Reversing nicht vorgesehen und wird damit auch streckenseitig nicht projektiert. Das Zurücksetzen von Fahrzeugen erfolgt stattdessen nach üblichen Regeln für Fahrzeuge ohne ETCS-Ausrüstung. Die seit 2019 mit ETCS betriebene Wuppertaler Schwebebahn nutzt Reversing zum Abschleppen von liegen gebliebenen Fahrzeugen. Dabei fährt ein nachfolgender Zug auf den liegen gebliebenen Zug auf und zieht diesen durch Rückwärtsfahrt zurück.

## Geschichte
Nach der Inbetriebnahme des Lötschberg-Basistunnels, im Juni 2007, wurde im November 2007 ein Softwarefehler in der Fahrzeugsoftware entdeckt, mit dem die meisten durch den Tunnel fahrenden Triebfahrzeuge ausgerüstet waren, insgesamt rund 450. Dabei war die Berechnung der mit Reversing zulässigen Rücksetzdistanz fehlerhaft, wodurch Züge nicht am vorgesehenen Ort angehalten wurden. Der Tunnelbetreiber nahm daraufhin die Reversingfunktion vorübergehend außer Betrieb. Als Ausgleich dafür wurden u. a. im Personenverkehr nur wendefähige Züge zugelassen und zusätzliche Zugbegleiter eingesetzt. Als Sofortmaßnahmen wurde der Betrieb derart eingeschränkt, dass jeder Zug in jedem denkbaren Fall den Tunnel in Vorwärtsfahrt verlassen kann. Ferner wurde u. a. die automatische Betätigung des Alarms Großereignis im Automatikrechner, in dessen Folge automatisch Reversing-Fahrstraßen angefordert worden wären, unterbunden. Die Fremdrettung und Ereignisbewältigung wären bei einem Ereignis erschwert worden, da nicht alle Züge den Tunnel rückwärts hätten verlassen können. Das Verbot wurde am 7. April 2008 aufgehoben, nachdem die betroffene Fahrzeugsoftware korrigiert, Testfahrten durchgeführt und Sicherheitsnachweise erbracht worden waren. Laut Angaben von BLS AlpTransit Ende 2008 habe Reversing, trotz vieler kritischer Stimmen im Vorfeld, bereits bei der ersten Testfahrt funktioniert.
Reversing stand in nach SRS 2.2.2+ ausgerüsteten Fahrzeugen noch nicht zur Verfügung. Für den Gotthard-Basistunnel mussten Züge daher auf SRS 2.3.0d hochgerüstet werden. Nachdem eine solche Software für den ETR 610 zunächst nicht zur Verfügung stand, beantragten die SBB beim BAV eine Ausnahmegenehmigung, um vorübergehend noch ohne Upgrade noch Fernverkehr zwischen der Schweiz und Italien durch den Tunnel anbieten zu können.
Eine ab 2015 in der Schweiz geltende Nationale Regel (NR) fordert im Wesentlichen, dass in der Betriebsart Reversing nicht gebremst wird, wenn eine L1-LS-Balisengruppe gelesen wurde.
Nach einer Störung im Versuchsbetrieb stand im Gotthard-Basistunnel Ende Januar 2016 keine Automatikfunktionen zur Verfügung, u. a. auch keine automatische Einleitung von Reversing.
Nachdem in der Nacht zum 17. Februar 2017 ein Richtung Süden fahrender Güterzug im Gotthard-Basistunnel zwischen den Multifunktionsstellen Sedrun und Faido zum Stehen gekommen war, sollten dahinter stehende Güterzüge mit Reversing Richtung Norden zurückfahren. Dabei kam eine der beteiligten Lokomotiven auf einer Weiche zum Stehen. Der Tunnel war infolgedessen erst nach sieben Stunden wieder voll befahrbar. Als Ursache gilt ein von der Betriebszentrale über einen zu kurzen Abschnitt eingestellter Fahrweg.
Am Gotthard- und Ceneri-Basistunnel sind 2020 zwei Verbesserungen der Reversing-Funktionalität vorgesehen: Zum einen wurde die bislang anhand der Zuglänge auf 1500 m fix eingestellte Reversing-Sicherheitsdistanz projektierbar gestaltet, um auch geringere Werte zulassen zu können. Zum anderen werden bei der Berechnung der Reversing-Fahrterlaubnis etwaige Ungenauigkeiten in der Odometrie berücksichtigt. Meldet das Fahrzeug einen Vertrauensbereich größer als die in der Spezifikation vorgesehenen ±5 Prozent des zurückgelegten Weges, wird dieser Wert zur Berechnung der Reversingdistanz herangezogen.

## Deutschsprachige Bezeichnung
Im Deutschen wird Reversing uneinheitlich bezeichnet bzw. beschrieben als Rückwärtsfahren, Rückwärtsfahrt im Gefahrfall, Rückwärtsfahren im Tunnel bei Gefahr, Zurücksetzen, Rückwärtsfahren mit Bedienung ab der Zugspitze, gesicherte Rückwärtsfahrt im Notfall oder signalmäßige Rückwärtsfahrt.
DB Netz bezeichnet die Betriebsart als Zurücksetzen, die ÖBB als Rückwärtsfahrt.
In der Schweiz wurden in den Schweizerischen Fahrdienstvorschriften zunächst die ETCS-Betriebsarten in der jeweiligen Landessprache mit den englischen Abkürzungen verwendet, z. B. Zug rückwärts fahren (RV). Nachdem in der Praxis jedoch größtenteils die englischen Begriffe verwendet wurden, sollen zukünftig (Stand: 2015) die Begriffe einheitlich in Englisch verwendet werden, so auch Reversing.